# (21708) Mulhall
(21708) Mulhall (1999 RV90) – planetoida z pasa głównego asteroid okrążająca Słońce w ciągu 4,25 lat w średniej odległości 2,62 j.a. Odkryta 7 września 1999 roku.